# Las Berlanas

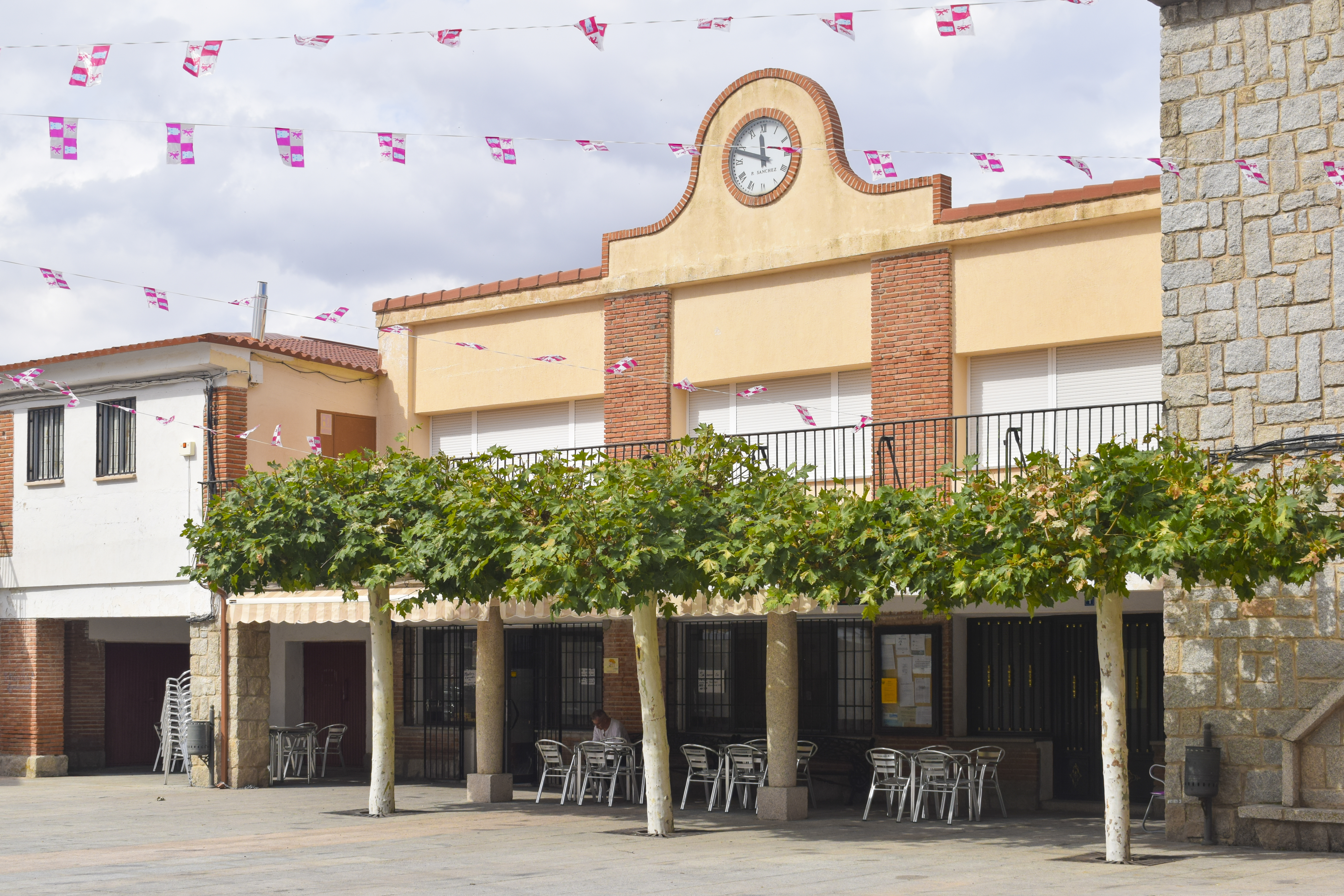
Ayuntamiento de Las Berlanas

Las Berlanas es un municipio de España perteneciente a la provincia de Ávila, en la comunidad autónoma de Castilla y León.Cuenta con una población de 323 habitantes (INE 2024). 

## Geografía
El municipio tiene una superficie de 16,69 km². Forma parte de la comarca tradicional de La Moraña y la capital del municipio está situada a una altitud de 946 m s. n. m. Consta de cuatro núcleos de población, ligeramente separados, llamados Aldehuela, El Burgo, Rivilla y Barrio nuevo (este último construido después de la riada del 59 cuyas primeras casas se entregaron en 1963).[cita requerida]
| Noroeste: Riocabado             | Norte: El Oso         | Noreste: Gotarrendura     |
| Oeste: San Juan de la Encinilla |                       | Este: Peñalba de Ávila    |
| Suroeste: Monsalupe             | Sur: Peñalba de Ávila | Sureste: Peñalba de Ávila |

## Demografía
Las Berlanas cuenta con una población de 323 habitantes (INE 2024).
| Gráfica de evolución demográfica de Las Berlanas entre 1842 y 2021 |
| |
| Población de derecho según los censos de población del INE. Población de hecho según los censos de población del INE.En estos censos se denominaba Berlanas: 1842 y 1857. |

## Cultura

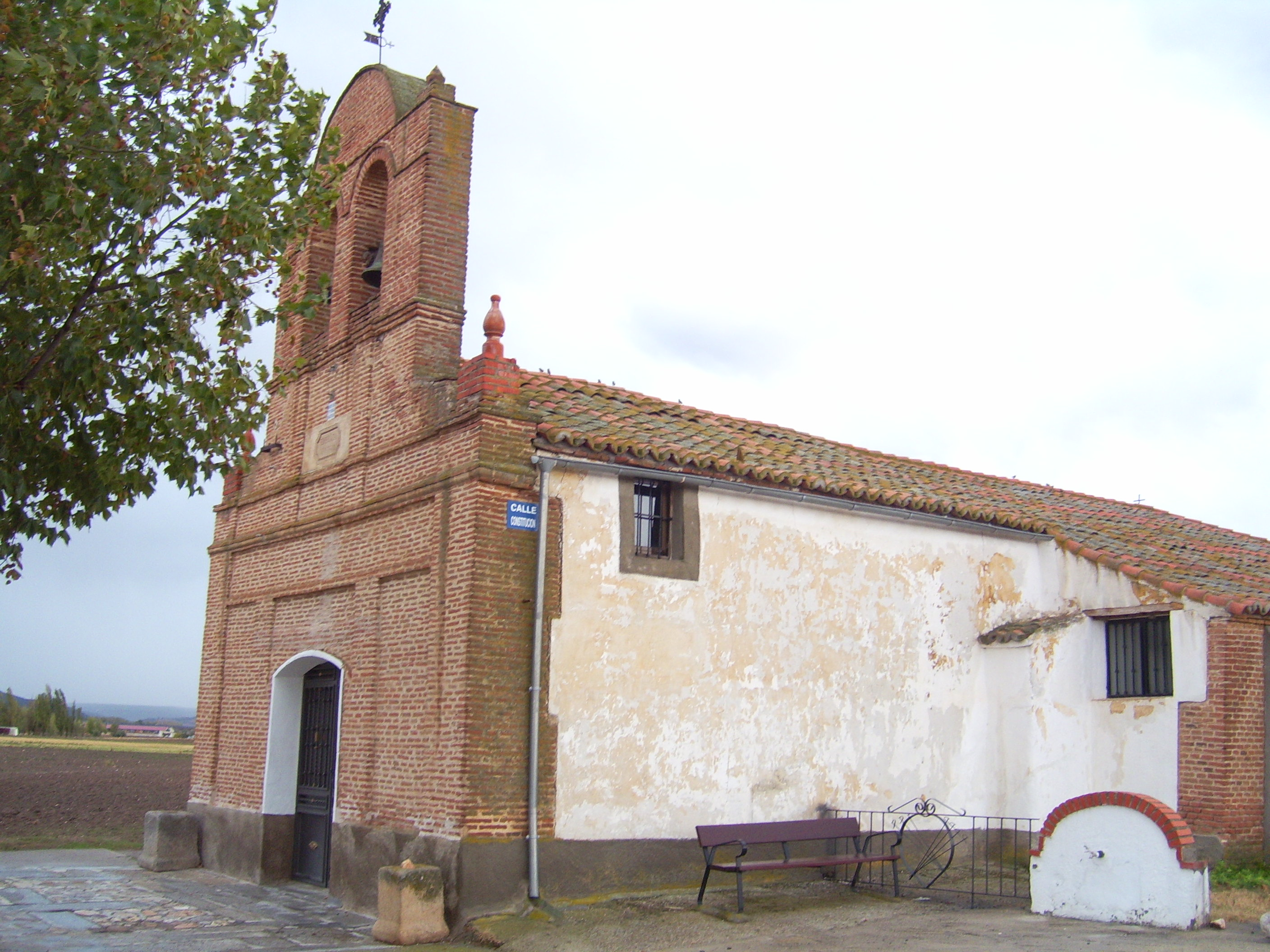
Iglesia de Nuestra señora de las Angustias.

El 29 de agosto de 1959, una importante riada destruyó uno de los núcleos de población, El Burgo. Desde entonces, para celebrar que el pueblo salió adelante después de la catástrofe se celebran cada verano en Las Berlanas las fiestas de "La Riada". La fiesta tradicional es la de septiembre aunque actualmente carezca de importancia. Desde aquella El Burgo quedó convertido en un barrio fantasma.

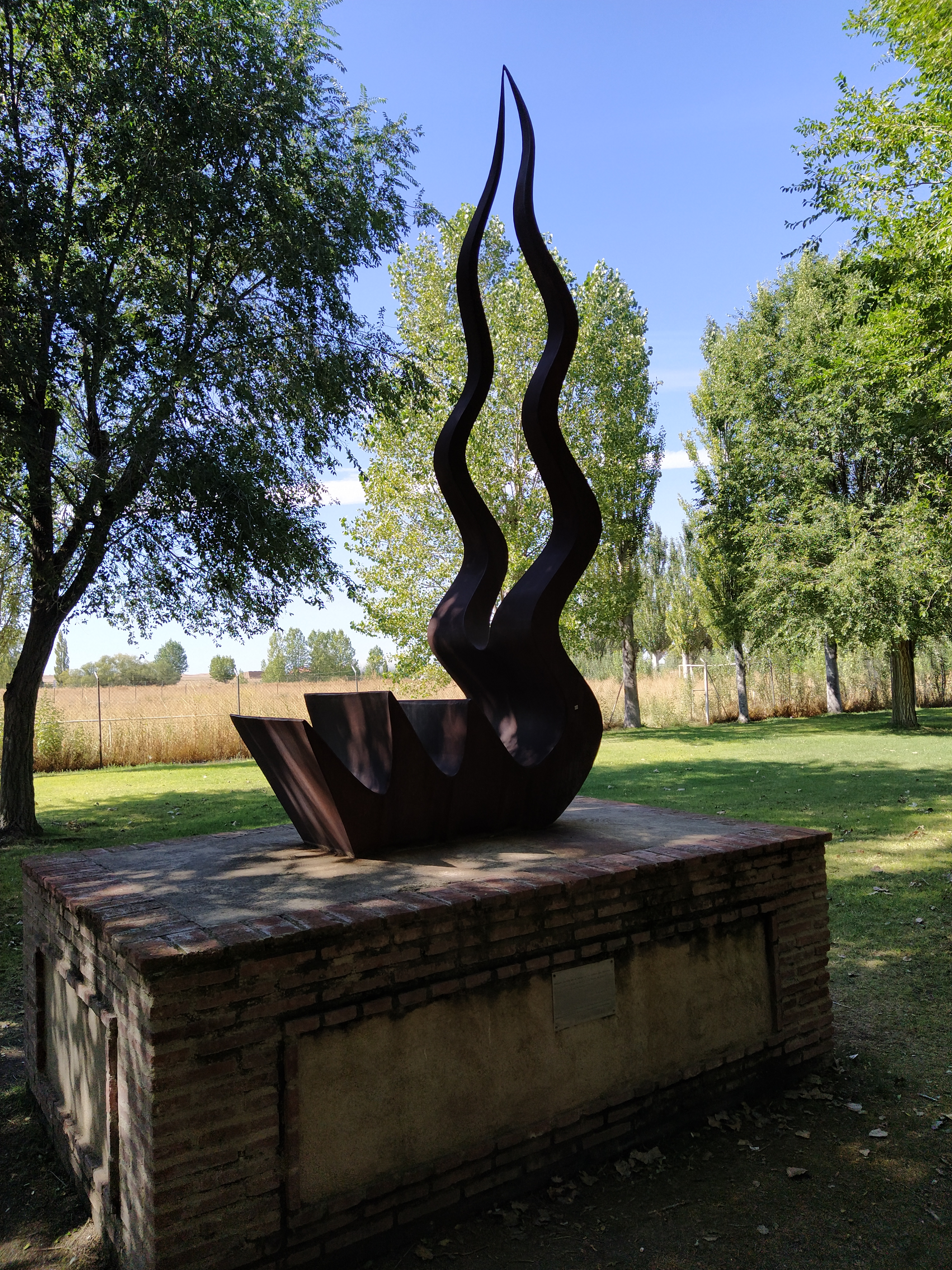
Monumento conmemorativo del 50 aniversario de la riada en Las Berlanas